# Génépi
Pour les articles homonymes, voir Génépi (homonymie).
Taxons concernés
Dans le genre Artemisia :
- Les espèces :
  - Artemisia eriantha
  - Artemisia genipi
  - Artemisia umbelliformis
  - Artemisia glacialis
  - Artemisia borealis
  - etc.modifier

Le terme génépi, genépi ou encore génépy est un nom vernaculaire qui désigne différentes espèces d'armoises du genre Artemisia (famille des Astéracées) de petite taille et que l'on rencontre exclusivement en montagne (le genre Artemisia compte aussi des espèces de plaine et en particulier l'absinthe). La plante se trouve en particulier sur les moraines et autres monticules de pierres en montagne, et pousse majoritairement entre 2 500 et 3 200 mètres d'altitude.
La plante se trouve dans les Alpes, les Pyrénées ainsi que dans la cordillère des Andes et certains massifs de Bolivie. Le terme désigne aussi la liqueur obtenue par macération alcoolique des parties aériennes de la plante.

## Espèces

### Artemisia eriantha
Génépi laineux (génépi mâle, génépi bourru, génépi à fleurs cotonneuses) est le plus vigoureux, il peut dépasser 20 cm de haut et il porte de nombreux capitules tout le long de la tige. Couvert d’une abondante pilosité blanche et soyeuse, il se rencontre uniquement sur sols siliceux (principalement granites, quartzites, micaschistes et gneiss) et est très odorant. C'est aussi le seul qui soit totalement protégé dans les Alpes françaises (Hautes-Alpes et Isère).

### Artemisia genipi
Génépi noir (génépi vrai), ses fleurs sont groupées en haut d'une tige courte (ce qui le distingue du génépi laineux), il a des feuilles supérieures non pétiolées et des écailles noirâtres sur le calice (d'où son nom). Il exhale un parfum d'absinthe et se rencontre sur les rochers, les gravières et les moraines.

### Artemisia umbelliformis
(Synonyme Artemisia mutellina)
Génépi blanc (génépi jaune, génépi mutellin, génépi femelle) qui est gracile, c'est le plus frêle. C'est l'espèce la plus courante sur le massif des Écrins. Ses capitules peu fournis forment un épi lâche et ses senteurs seraient des plus sensuelles.

### Artemisia glacialis
Génépi des glaciers, c'est l'espèce la plus rare, mais la moins parfumée. Ses capitules d'un jaune franc terminent de courtes tiges émergeant d'une sorte de coussinet de feuilles assez compact. En France, on en trouve plus particulièrement dans la partie orientale du département des Hautes-Alpes et en Vanoise, dans les éboulis et les moraines. Il possède de gros capitules jaunes groupés par 2 à 9 tout en haut de la tige.

## Floraison
L'apogée de la floraison du génépi se situe généralement début août. En 2013, année plutôt tardive, ce fut aux environs du 20 août. Tout dépend des conditions météorologiques. Dans le Valbonnais, il est coutume de dire que l'on peut aller cueillir le génépi quand, dans la vallée, les blés courbent la tête.

## Protection

### En France

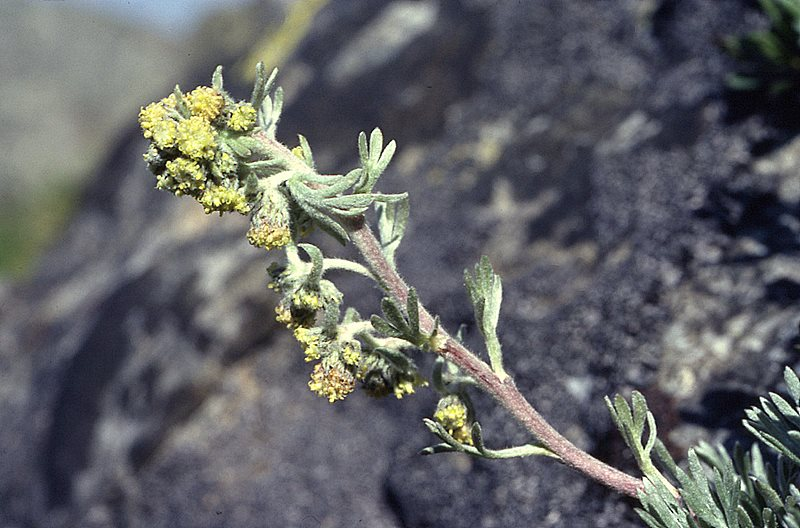
Artemisia eriantha, le génépi laineux, une espèce protégée.

Aucun génépi ne fait partie de la liste des espèces végétales protégées sur le plan national ; toutefois, le génépi laineux est protégé :
- en Rhône-Alpes par l'arrêté du 4 décembre 1990 relatif à la liste des espèces végétales protégées en région Rhône-Alpes[2] complétant la liste nationale (article 3, Artemisia eriantha Ten.).
- dans les Hautes-Alpes par l'arrêté préfectoral mentionné ci-dessous.

Les autres espèces peuvent faire l'objet de différents arrêtés préfectoraux qui en limitent la cueillette. 
- en Haute-Savoie : l'arrêté du 27 janvier 2010[3] portant reclassement de la réserve naturelle des Aiguilles Rouges proscrit dans son périmètre les cueillettes de plantes sauvages, donc du génépi (seules exceptions : les myrtilles, framboises, le raisin d'ours et les champignons). Ceci concerne également les extensions du Vallon de Bérard et de Carlaveyron.
- en Savoie : La cueillette de génépi comme de toute autre plante est interdite sur le territoire du parc national de la Vanoise. Elle l'est également dans l'ensemble des réserves naturelles et zones Natura 2000 telles que celle du massif de la Lauzière ou des réserves naturelles comme la réserve naturelle nationale de la Grande Sassière, la réserve naturelle nationale de Tignes-Champagny ou la réserve naturelle nationale du plan de Tuéda par exemple. L'interdiction s'étend également aux nombreuses zones de protection du biotope. C'est pour la région de la grande Parei[4], la région autour du col de l'Iseran[5], et de nombreuses autres disséminées dans tous les massifs alpins du département. Par contre l'arrêté préfectoral de protection du Biotope du Mont-Cenis et du vallon de la Savine[6] n'interdit pas formellement la cueillette mais prévient contre l'arrachage. En dehors de ceux-ci s'applique donc l'arrêté régional. Toutefois, la multitude des aires de protection limite considérablement les zones autorisées de cueillette.
- en Isère : arrêté préfectoral[7] interdisant le ramassage du génépi laineux et limitant celui des autres espèces à 100 brins fleuris par personne, qui doivent être coupées avec un sécateur ou des ciseaux.
- dans les Hautes-Alpes : arrêté préfectoral[8] rédigé selon les mêmes termes.
- arrêté semblable dans les Alpes de Haute-Provence[9], mais ne mentionnant pas le génépi laineux.
- Un arrêté a été pris également dans les Alpes Maritimes (18 juin 1996).

#### Dans les parcs
La réglementation peut dépendre d'un parc à l'autre.
D'une façon générale, la cueillette des végétaux et le prélèvement de fossiles et minéraux sont interdits dans le cœur du parc national des Écrins. Pour autant, des dérogations existent pour permettre la cueillette modérée de certains petits fruits, baies sauvages et de génépis. Pour le génépi, la cueillette est limitée pour trois des quatre espèces à 100 tiges fleuries, la cueillette du génépi laineux étant interdite. Cette même réglementation s'applique dans les Hautes-Alpes et en Isère, que l'on se trouve ou non dans le cœur du parc national.
Elle est rigoureusement interdite dans le parc national de la Vanoise. À propos de la cueillette à usage artisanal : Le décret 2009-448 du 21 avril 2009 pris pour l’adaptation de la délimitation et de la réglementation du parc national des Écrins aux dispositions du code de l’environnement issues de la loi no 2006-436 du 14 avril 2006 prévoit la possibilité de réglementer la cueillette des escargots, champignons et végétaux non cultivés qui n’appartiennent pas aux espèces protégées par la loi. Cette disposition est spécifique au parc national des Écrins. Elle ne figure pas dans le décret du parc national de la Vanoise 67 et la charte ne prévoit aucune disposition en ce sens. Cela vaut également pour les réserves naturelles de la Grande Sassière, de Tignes-Champagny, du Plan de Tuéda, des Hauts de Villaroger et de la Bailletaz.
Pour le parc national du Mercantour, c'est plus compliqué : jusqu'en 2009, la cueillette est interdite pour les visiteurs mais pas pour les locaux. De 2009 à 2011, elle l'est pour tout le monde . En 2012, adoption de la charte - [la] cueillette est réglementée par le conseil d’administration dans les conditions suivantes : pour les génépis, les baies et la camomille du Piémont, des sites et des périodes de cueillette sont définis ainsi que des quantités et des techniques de prélèvement. Par la suite, une charte en vigueur et une réglementation spécifique a été mise en place pour permettre la cueillette de petites quantités de myrtilles, génépi, camomille du Piémont et champignons sur certains sites du parc. La charte est approuvée le 28 décembre 2012 et a été finalement adoptée par le conseil d'administration du parc le 27 juin 2014 .
La charte du parc régional du Queyras ne fait pas mention de protection particulière. C'est probablement l'arrêté préfectoral des Hautes-Alpes (mentionné ci-dessus) qui s'applique. C'est au moins le cas pour la réserve naturelle de Ristolas - Mont-Viso.

### En Suisse et Italie
La cueillette du génépi est interdite en tous lieux et en toutes périodes. En Vallée d'Aoste, en particulier, la loi régionale n° 45 du 7 décembre 2009 réglemente l'interdiction.

## Reproduction
Si l'on évoque ainsi la nécessaire protection du génépi, c'est évidemment que, comme toutes les plantes alpines, elle est fragile. Aussi, même dans les départements (Savoie et Haute-Savoie) où il n'y a pas d'arrêté préfectoral, il est judicieux de respecter les quelques principes suivants :
- Cueillir avec modération : 100 brins par personne permettent de préparer 2,5 litres de liqueur.
- Ne ramasser qu'un brin sur deux pour permettre la dissémination. Ceci suppose de ne rien ramasser du tout (et de chercher un autre coin) si quelqu'un est passé avant.
- Couper avec une paire de ciseaux ou un couteau pour éviter l'arrachage.

## Utilisation

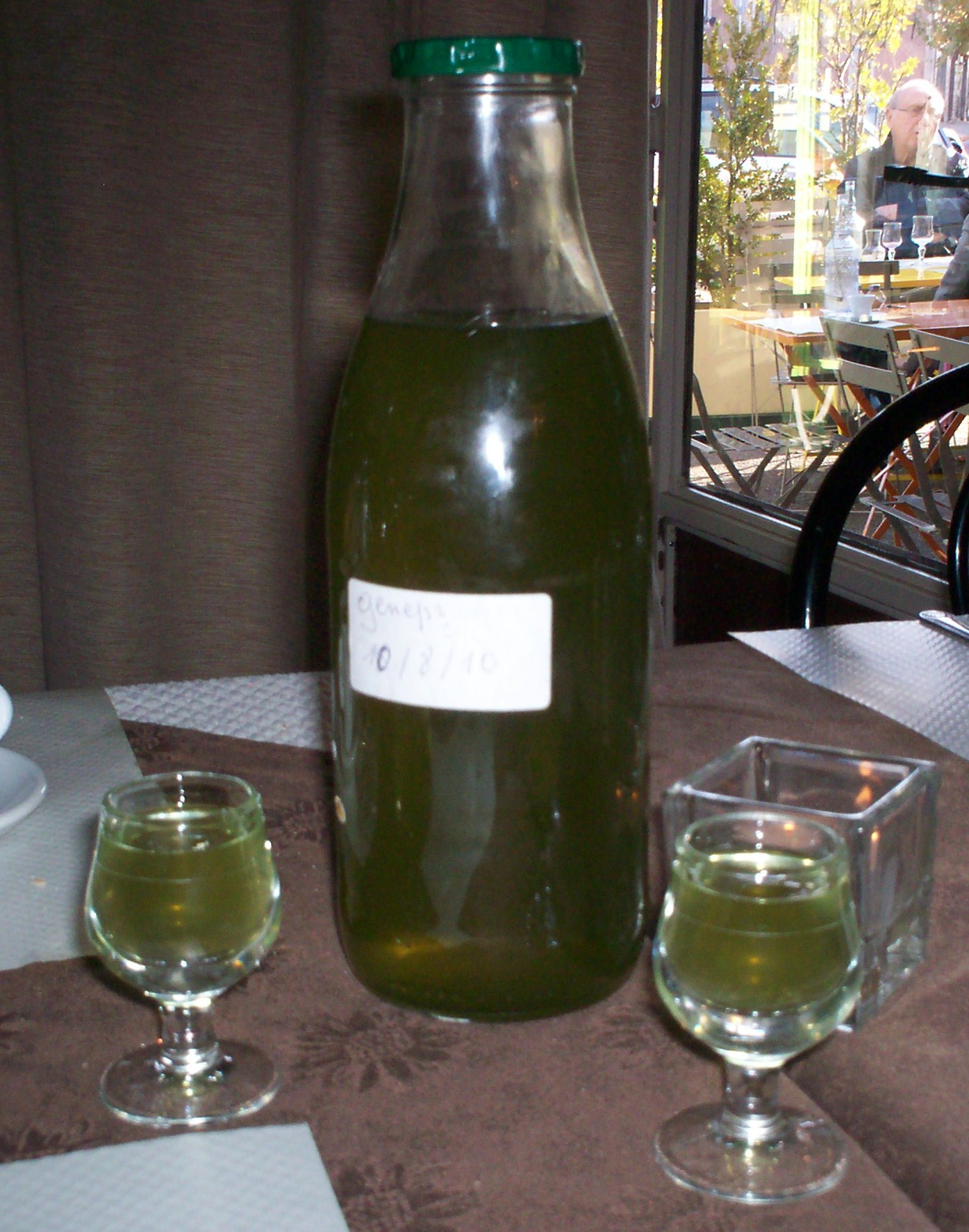
Liqueur de génépi fermière.

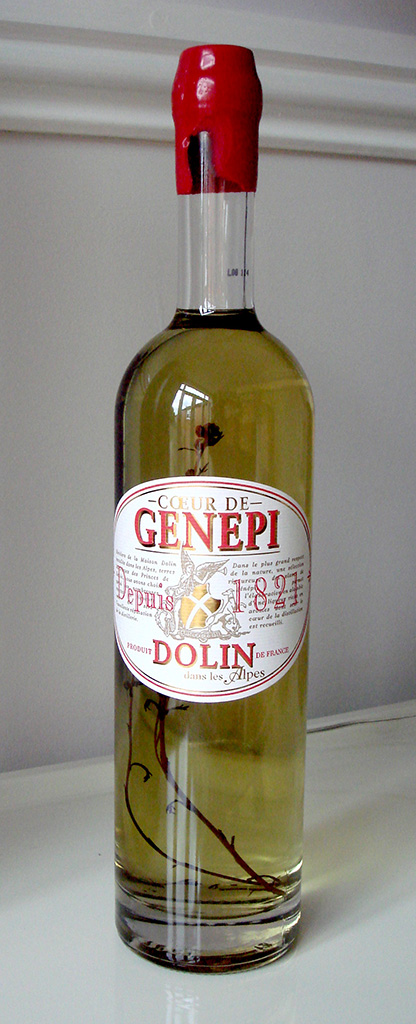
Liqueur de génépi du commerce (marque « Coeur de Génépi », entreprise Dolin).

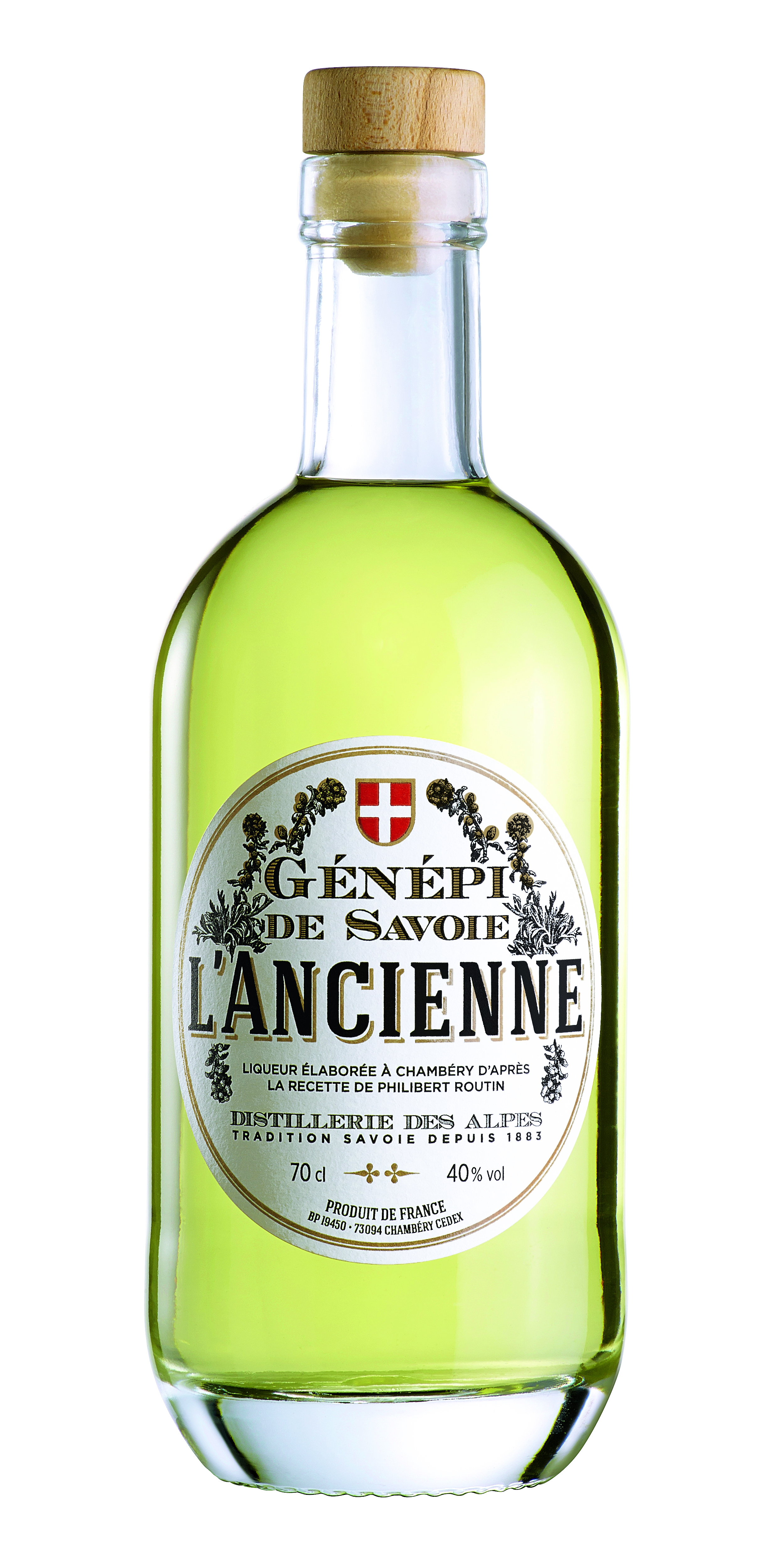
Liqueur de génépi du commerce (marque « L'Ancienne », entreprise Routin).

Dans le massif alpin, les principales espèces rencontrées sont :
- Artemisia genipi ;
- Artemisia umbelliformis ;
- Artemisia glacialis ;
- Artemisia borealis.

### Liqueurs
La liqueur de génépi se consomme traditionnellement en digestif mais elle peut être consommée en apéritif ou être incorporée dans des cocktails.

#### Recette pour la liqueur
Seules les deux premières espèces sont suffisamment aromatiques pour être récoltées pour la fabrication de liqueurs.
Une recette de la liqueur de génépi est « quarante brins, quarante sucres, quarante jours », c'est-à-dire faire macérer 40 brins de génépi fleuri dans un litre d'alcool titrant 40° pendant 40 jours et rajouter 40 sucres. Ceci appelle quelques correctifs :
- prendre de l'alcool pur (90-95°) au goût aussi neutre que possible : on fera donc macérer les 40 brins dans un demi-litre d'alcool coupé (immédiatement ou plus tard) avec un demi-litre d'eau.
- au bout de 40 jours, il faut retirer les brins de génépi, surtout s'ils ont macéré dans de l'alcool pur, pour éviter un surcroît d'amertume (on peut en laisser deux ou trois pour la décoration).
- une variante, utilisée notamment dans le massif du Taillefer (Isère), est de suspendre les brins dans une gaze au-dessus de l'alcool, dans un bocal fermé, au lieu de les faire macérer.
- mettre moins de sucre, comme 15 ou 25 sucres, soit entre 90 et 150 g. Le sucre couvre le goût du génépi.
- quelques jours après le sucrage, peut se développer un léger dépôt dans la bouteille. Cela n'a aucune incidence sur le goût mais n'est pas très appétissant : passer à travers un filtre à café autant de fois que nécessaire.
- si l'on coupe l'alcool après la macération, le plus simple est de le faire avec un sirop. Diluer le sucre dans de l'eau chaude mais bien laisser refroidir avant de mélanger le sirop avec l'alcool.

### Infusions
Utilisation en infusion pour soigner rhumes, toux et autres troubles de l'appareil respiratoire.

### Glaces aromatisées
Certains fabricants aromatisent leurs glaces avec le génépi.